# Łyżwiarstwo figurowe na Zimowych Igrzyskach Olimpijskich 2018 – pary taneczne
Łyżwiarstwo figurowe na Zimowych Igrzyskach Olimpijskich 2018 – pary taneczne – rywalizacja w jednej z konkurencji łyżwiarstwa figurowego – parach tanecznych, rozgrywanej na Zimowych Igrzyskach Olimpijskich 2018 odbyła się 19 i 20 lutego w hali Gangneung Ice Arena.
Tytułu mistrzowskiego nie bronili Amerykanie Meryl Davis i Charlie White, którzy zakończyli karierę amatorską. Mistrzami olimpijskimi zostali Kanadyjczycy Tessa Virtue i Scott Moir, dla których był to trzeci tytuł mistrzów olimpijskich (w tym jeden drużynowo), a piąty ogółem (uwzględniając zawody drużynowe) medal olimpijski. Virtue i Moir zostali tym samym najbardziej utytułowaną parą taneczną w historii igrzysk olimpijskich. Oprócz tego, pobili rekord świata w tańcu krótkim i nocie łącznej. Srebrny medal wywalczyli Francuzi Gabriella Papadakis i Guillaume Cizeron, którzy pobili rekord świata w tańcu dowolnym oraz nocie łącznej, które zostały poprawione kilka minut później przez Kanadyjczyków. Brązowy medal zdobyli Amerykanie, rodzeństwo Maia Shibutani i Alex Shibutani.

## Kwalifikacje
Poszczególne reprezentacje mogły zdobyć kwalifikacje olimpijskie w poszczególnych konkurencjach, w tym w konkurencji par sportowych, podczas dwóch zawodów. Pierwszą możliwością kwalifikacji były mistrzostwa świata 2017, podczas których obsadzono 18 z 20 miejsc. Pozostałe kwalifikacje wyłoniono podczas zawodów Nebelhorn Trophy 2017.

## Rekordy świata
W tabeli przedstawiono rekordy świata w konkurencji par tanecznych przed rozpoczęciem zawodów olimpijskich:
| Segment        | Zawodnicy                               | Punkty | Data                 | Zawody                          | Źr.   |
| -------------- | --------------------------------------- | ------ | -------------------- | ------------------------------- | ----- |
| Nota łączna    | Gabriella Papadakis / Guillaume Cizeron | 203,16 | 20 stycznia 2018     | Mistrzostwa Europy 2018         | [ 2 ] |
| Taniec dowolny | Gabriella Papadakis / Guillaume Cizeron | 121,87 | 20 stycznia 2018     | Mistrzostwa Europy 2018         | [ 3 ] |
| Taniec krótki  | Tessa Virtue / Scott Moir               | 82,68  | 27 października 2017 | Skate Canada International 2017 | [ 4 ] |

W trakcie zawodów olimpijskich ustanowiono następujące rekordy świata:
| Segment        | Zawodnicy                               | Punkty | Data           |
| -------------- | --------------------------------------- | ------ | -------------- |
| Nota łączna    | Tessa Virtue / Scott Moir               | 206,07 | 20 lutego 2018 |
| Nota łączna    | Gabriella Papadakis / Guillaume Cizeron | 205,28 | 20 lutego 2018 |
| Taniec dowolny | Gabriella Papadakis / Guillaume Cizeron | 123,35 | 20 lutego 2018 |
| Taniec krótki  | Tessa Virtue / Scott Moir               | 83,67  | 19 lutego 2018 |

## Terminarz
| Data      | Segment        | Godzina rozpoczęcia | Godzina rozpoczęcia |
| Data      | Segment        | Czas CET            | Czas lokalny        |
| --------- | -------------- | ------------------- | ------------------- |
| 19 lutego | Taniec krótki  | 02:00               | 10:00               |
| 20 lutego | Taniec dowolny | 02:00               | 10:00               |

## Wyniki

### Taniec krótki
Wzorem tańca w tańcu krótkim była Rhumba. Do tańca dowolnego zakwalifikowało się 20 z 24 par.
| Poz.                              | Zawodnicy                               | Reprezentacja                | TSS      | Elementy oceny | Elementy oceny | Elementy oceny | Elementy oceny | Elementy oceny | Elementy oceny | Elementy oceny | Elementy oceny | Nbr. |
| Poz.                              | Zawodnicy                               | Reprezentacja                | TSS      | TES            | PCS            | SS             | TR             | PE             | CH             | IN             | Ded            | Nbr. |
| --------------------------------- | --------------------------------------- | ---------------------------- | -------- | -------------- | -------------- | -------------- | -------------- | -------------- | -------------- | -------------- | -------------- | ---- |
| 1                                 | Tessa Virtue / Scott Moir               | Kanada                       | 83,67 WR | 44,53          | 39,14          | 9,68           | 9,61           | 9,93           | 9,79           | 9,93           | 0,00           | 20   |
| 2                                 | Gabriella Papadakis / Guillaume Cizeron | Francja                      | 81,93    | 42,71          | 39,22          | 9,71           | 9,71           | 9,82           | 9,89           | 9,89           | 0,00           | 21   |
| 3                                 | Madison Hubbell / Zachary Donohue       | Stany Zjednoczone            | 77,75    | 40,98          | 36,77          | 9,29           | 9,04           | 9,25           | 9,14           | 9,25           | 0,00           | 22   |
| 4                                 | Maia Shibutani / Alex Shibutani         | Stany Zjednoczone            | 77,73    | 40,33          | 37,40          | 9,36           | 9,18           | 9,46           | 9,36           | 9,39           | 0,00           | 18   |
| 5                                 | Anna Cappellini / Luca Lanotte          | Włochy                       | 76,57    | 40,00          | 36,57          | 8,93           | 8,96           | 9,32           | 9,14           | 9,36           | 0,00           | 24   |
| 6                                 | Jekatierina Bobrowa / Dmitrij Sołowjow  | Olimpijscy sportowcy z Rosji | 75,47    | 38,36          | 37,11          | 9,18           | 9,14           | 9,46           | 9,29           | 9,32           | 0,00           | 23   |
| 7                                 | Madison Chock / Evan Bates              | Stany Zjednoczone            | 75,45    | 39,39          | 36,06          | 8,93           | 8,86           | 9,04           | 9,11           | 9,14           | 0,00           | 19   |
| 8                                 | Kaitlyn Weaver / Andrew Poje            | Kanada                       | 74,33    | 37,65          | 36,68          | 9,18           | 8,96           | 9,29           | 9,14           | 9,29           | 0,00           | 17   |
| 9                                 | Piper Gilles / Paul Poirier             | Kanada                       | 69,60    | 34,95          | 34,65          | 8,64           | 8,46           | 8,71           | 8,79           | 8,71           | 0,00           | 16   |
| 10                                | Penny Coomes / Nicholas Buckland        | Wielka Brytania              | 68,36    | 34,70          | 33,66          | 8,36           | 8,14           | 8,50           | 8,54           | 8,54           | 0,00           | 9    |
| 11                                | Charlène Guignard / Marco Fabbri        | Włochy                       | 68,16    | 34,19          | 33,97          | 8,46           | 8,43           | 8,50           | 8,46           | 8,61           | 0,00           | 15   |
| 12                                | Sara Hurtado / Kiriłł Chalawin          | Hiszpania                    | 66,93    | 35,07          | 31,86          | 8,00           | 7,57           | 8,18           | 7,86           | 8,21           | 0,00           | 7    |
| 13                                | Tiffany Zahorski / Jonathan Guerreiro   | Olimpijscy sportowcy z Rosji | 66,47    | 34,15          | 32,32          | 8,04           | 7,79           | 8,21           | 8,07           | 8,29           | 0,00           | 5    |
| 14                                | Natalia Kaliszek / Maksym Spodyriew     | Polska                       | 66,06    | 34,65          | 31,41          | 7,79           | 7,61           | 8,04           | 7,86           | 7,96           | 0,00           | 13   |
| 15                                | Kana Muramoto / Chris Reed              | Japonia                      | 63,41    | 32,87          | 30,54          | 7,61           | 7,46           | 7,71           | 7,68           | 7,71           | 0,00           | 14   |
| 16                                | Min Yu-ra / Alexander Gamelin           | Korea Południowa             | 61,22    | 32,94          | 28,28          | 6,96           | 6,82           | 7,21           | 7,18           | 7,18           | 0,00           | 12   |
| 17                                | Kavita Lorenz / Joti Polizoakis         | Niemcy                       | 59,99    | 31,39          | 28,60          | 7,21           | 6,86           | 7,25           | 7,21           | 7,21           | 0,00           | 3    |
| 18                                | Marie-Jade Lauriault / Romain Le Gac    | Francja                      | 59,97    | 31,18          | 28,79          | 7,39           | 7,00           | 7,29           | 7,14           | 7,18           | 0,00           | 6    |
| 19                                | Lucie Myslivečková / Lukáš Csölley      | Słowacja                     | 59,75    | 31,40          | 28,35          | 7,11           | 6,79           | 7,25           | 7,11           | 7,18           | 0,00           | 11   |
| 20                                | Alisa Agafonova / Alper Uçar            | Turcja                       | 59,42    | 29,64          | 29,78          | 7,46           | 7,32           | 7,54           | 7,61           | 7,29           | 0,00           | 8    |
| Nie awansowali do tańca dowolnego |                                         |                              |          |                |                |                |                |                |                |                |                |      |
| 21                                | Ołeksandra Nazarowa / Maksym Nikitin    | Ukraina                      | 57,97    | 27,26          | 30,71          | 7,64           | 7,46           | 7,75           | 7,79           | 7,75           | 0,00           | 2    |
| 22                                | Wang Shiyue / Liu Xinyu                 | Chińska Republika Ludowa     | 57,81    | 29,28          | 29,53          | 7,39           | 7,25           | 7,43           | 7,43           | 7,43           | -1,00          | 10   |
| 23                                | Cortney Mansourova / Michal Češka       | Czechy                       | 53,53    | 29,11          | 24,42          | 6,29           | 5,93           | 6,14           | 6,25           | 5,93           | 0,00           | 1    |
| 24                                | Adel Tankowa / Ronald Zilberberg        | Izrael                       | 46,66    | 23,85          | 22,81          | 5,75           | 5,61           | 5,75           | 5,86           | 5,54           | 0,00           | 4    |

### Taniec dowolny
| Poz. | Zawodnicy                               | Reprezentacja                | TSS       | Elementy oceny | Elementy oceny | Elementy oceny | Elementy oceny | Elementy oceny | Elementy oceny | Elementy oceny | Elementy oceny | Nbr. |
| Poz. | Zawodnicy                               | Reprezentacja                | TSS       | TES            | PCS            | SS             | TR             | PE             | CH             | IN             | Ded            | Nbr. |
| ---- | --------------------------------------- | ---------------------------- | --------- | -------------- | -------------- | -------------- | -------------- | -------------- | -------------- | -------------- | -------------- | ---- |
| 1    | Gabriella Papadakis / Guillaume Cizeron | Francja                      | 123,35 WR | 63,98          | 59,37          | 9,79           | 9,75           | 10,00          | 9,93           | 10,00          | 0,00           | 18   |
| 2    | Tessa Virtue / Scott Moir               | Kanada                       | 122,40    | 63,35          | 59,05          | 9,71           | 9,61           | 9,96           | 9,93           | 10,00          | 0,00           | 20   |
| 3    | Maia Shibutani / Alex Shibutani         | Stany Zjednoczone            | 114,86    | 59,37          | 55,49          | 9,32           | 9,07           | 9,36           | 9,21           | 9,29           | 0,00           | 17   |
| 4    | Jekatierina Bobrowa / Dmitrij Sołowjow  | Olimpijscy sportowcy z Rosji | 111,45    | 56,25          | 55,20          | 9,14           | 8,89           | 9,29           | 9,32           | 9,36           | 0,00           | 15   |
| 5    | Madison Hubbell / Zachary Donohue       | Stany Zjednoczone            | 109,04    | 54,94          | 56,00          | 9,29           | 9,21           | 9,25           | 9,46           | 9,46           | -1,00          | 19   |
| 6    | Anna Cappellini / Luca Lanotte          | Włochy                       | 108,34    | 55,27          | 54,07          | 8,93           | 8,71           | 9,14           | 9,07           | 9,21           | -1,00          | 16   |
| 7    | Kaitlyn Weaver / Andrew Poje            | Kanada                       | 107,65    | 53,48          | 54,17          | 8,96           | 8,75           | 9,18           | 9,04           | 9,21           | 0,00           | 13   |
| 8    | Piper Gilles / Paul Poirier             | Kanada                       | 107,31    | 55,14          | 52,17          | 8,68           | 8,29           | 8,86           | 8,68           | 8,96           | 0,00           | 11   |
| 9    | Charlène Guignard / Marco Fabbri        | Włochy                       | 105,31    | 53,82          | 51,49          | 8,57           | 8,50           | 8,57           | 8,57           | 8,71           | 0,00           | 6    |
| 10   | Penny Coomes / Nicholas Buckland        | Wielka Brytania              | 101,96    | 51,66          | 50,30          | 8,32           | 8,21           | 8,39           | 8,57           | 8,43           | 0,00           | 12   |
| 11   | Sara Hurtado / Kiriłł Chalawin          | Hiszpania                    | 101,40    | 51,68          | 49,72          | 8,14           | 8,04           | 8,43           | 8,36           | 8,46           | 0,00           | 10   |
| 12   | Madison Chock / Evan Bates              | Stany Zjednoczone            | 100,13    | 49,04          | 53,09          | 8,64           | 8,71           | 8,71           | 9,14           | 9,04           | -2,00          | 14   |
| 13   | Kana Muramoto / Chris Reed              | Japonia                      | 97,22     | 50,75          | 46,47          | 7,64           | 7,54           | 7,86           | 7,75           | 7,93           | 0,00           | 8    |
| 14   | Tiffany Zahorski / Jonathan Guerreiro   | Olimpijscy sportowcy z Rosji | 95,77     | 46,73          | 49,04          | 8,14           | 8,00           | 8,29           | 8,14           | 8,29           | 0,00           | 9    |
| 15   | Natalia Kaliszek / Maksym Spodyriew     | Polska                       | 95,29     | 48,45          | 46,84          | 7,64           | 7,68           | 7,89           | 7,82           | 8,00           | 0,00           | 7    |
| 16   | Kavita Lorenz / Joti Polizoakis         | Niemcy                       | 90,50     | 46,78          | 43,72          | 7,29           | 6,96           | 7,43           | 7,32           | 7,43           | 0,00           | 3    |
| 17   | Marie-Jade Lauriault / Romain Le Gac    | Francja                      | 89,62     | 47,04          | 42,58          | 7,25           | 6,82           | 7,14           | 7,21           | 7,07           | 0,00           | 1    |
| 18   | Alisa Agafonova / Alper Uçar            | Turcja                       | 87,76     | 44,01          | 43,75          | 7,25           | 7,11           | 7,21           | 7,50           | 7,39           | 0,00           | 5    |
| 19   | Min Yu-ra / Alexander Gamelin           | Korea Południowa             | 86,52     | 44,61          | 41,91          | 6,89           | 6,68           | 7,14           | 6,96           | 7,25           | 0,00           | 4    |
| 20   | Lucie Myslivečková / Lukáš Csölley      | Słowacja                     | 82,82     | 41,65          | 41,17          | 6,82           | 6,61           | 6,82           | 7,00           | 7,07           | 0,00           | 2    |

### Klasyfikacja końcowa

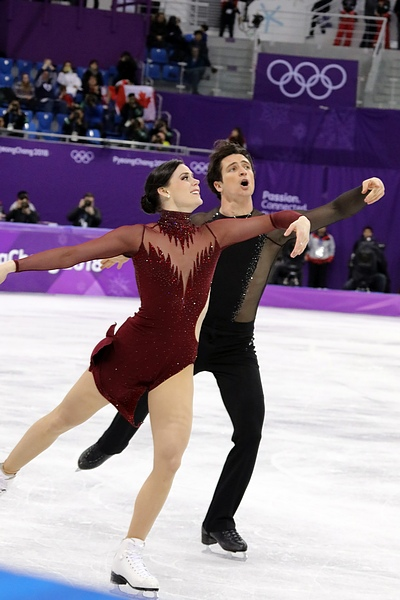
Mistrzowie olimpijscy Tessa Virtue i Scott Moir (CAN) w tańcu dowolnym

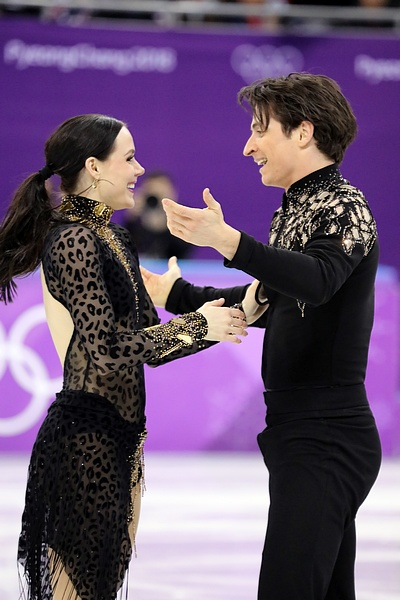
Tessa Virtue i Scott Moir (CAN) po tańcu krótkim

| Poz.                              | Zawodnicy                               | Reprezentacja                | Nota łączna | SD       | SD | FD        | FD |
| --------------------------------- | --------------------------------------- | ---------------------------- | ----------- | -------- | -- | --------- | -- |
| 01 !                              | Tessa Virtue / Scott Moir               | Kanada                       | 206,07 WR   | 83,67 WR | 1  | 122,40    | 2  |
| 02 !                              | Gabriella Papadakis / Guillaume Cizeron | Francja                      | 205,28      | 81,93    | 2  | 123,35 WR | 1  |
| 03 !                              | Maia Shibutani / Alex Shibutani         | Stany Zjednoczone            | 192,59      | 77,73    | 4  | 114,86    | 3  |
| 4                                 | Madison Hubbell / Zachary Donohue       | Stany Zjednoczone            | 187,69      | 77,75    | 3  | 109,94    | 5  |
| 5                                 | Jekatierina Bobrowa / Dmitrij Sołowjow  | Olimpijscy sportowcy z Rosji | 186,92      | 75,47    | 6  | 111,45    | 4  |
| 6                                 | Anna Cappellini / Luca Lanotte          | Włochy                       | 184,91      | 76,57    | 5  | 108,34    | 6  |
| 7                                 | Kaitlyn Weaver / Andrew Poje            | Kanada                       | 181,98      | 74,33    | 8  | 107,65    | 7  |
| 8                                 | Piper Gilles / Paul Poirier             | Kanada                       | 176,91      | 69,60    | 9  | 107,31    | 8  |
| 9                                 | Madison Chock / Evan Bates              | Stany Zjednoczone            | 175,58      | 75,45    | 7  | 100,13    | 12 |
| 10                                | Charlène Guignard / Marco Fabbri        | Włochy                       | 173,47      | 68,16    | 11 | 105,31    | 9  |
| 11                                | Penny Coomes / Nicholas Buckland        | Wielka Brytania              | 170,32      | 68,36    | 10 | 101,96    | 10 |
| 12                                | Sara Hurtado / Kiriłł Chalawin          | Hiszpania                    | 168,33      | 66,93    | 12 | 101,40    | 11 |
| 13                                | Tiffany Zahorski / Jonathan Guerreiro   | Olimpijscy sportowcy z Rosji | 162,24      | 66,47    | 13 | 95,77     | 14 |
| 14                                | Natalia Kaliszek / Maksym Spodyriew     | Polska                       | 161,35      | 66,06    | 14 | 95,29     | 15 |
| 15                                | Kana Muramoto / Chris Reed              | Japonia                      | 160,63      | 63,41    | 15 | 97,22     | 13 |
| 16                                | Kavita Lorenz / Joti Polizoakis         | Niemcy                       | 150,49      | 59,99    | 17 | 90,50     | 16 |
| 17                                | Marie-Jade Lauriault / Romain Le Gac    | Francja                      | 149,59      | 59,97    | 18 | 89,62     | 17 |
| 18                                | Min Yu-ra / Alexander Gamelin           | Korea Południowa             | 147,74      | 61,22    | 16 | 86,52     | 19 |
| 19                                | Alisa Agafonova / Alper Uçar            | Turcja                       | 147,18      | 59,42    | 20 | 87,76     | 18 |
| 20                                | Lucie Myslivečková / Lukáš Csölley      | Słowacja                     | 142,57      | 59,75    | 19 | 82,82     | 20 |
| Nie awansowali do tańca dowolnego |                                         |                              |             |          |    |           |    |
| 21                                | Ołeksandra Nazarowa / Maksym Nikitin    | Ukraina                      | 57,97       | 57,97    | 21 | NQ        | NQ |
| 22                                | Wang Shiyue / Liu Xinyu                 | Chińska Republika Ludowa     | 57,81       | 57,81    | 22 | NQ        | NQ |
| 23                                | Cortney Mansourova / Michal Češka       | Czechy                       | 53,53       | 53,53    | 23 | NQ        | NQ |
| 24                                | Adel Tankova / Ronald Zilberberg        | Izrael                       | 46,66       | 46,66    | 24 | NQ        | NQ |